# 15 cm sFH 02

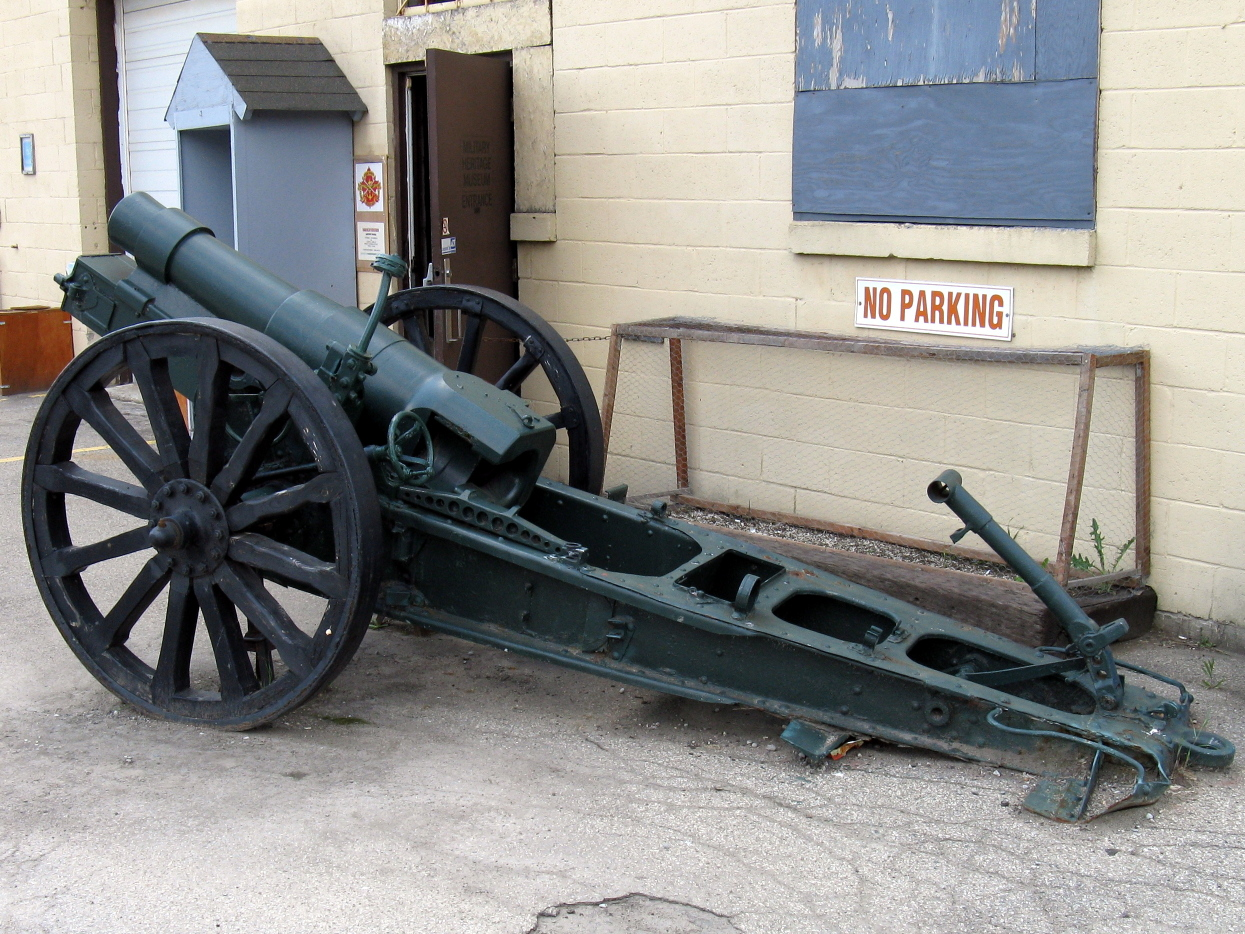
15 cm sFH 02 w kanadyjskim muzeum

15 cm sFH 02 – niemiecka ciężka haubica polowa (schwere Feldhaubitze) używana podczas I wojny światowej.  Na początku wojny w 1914 była podstawową ciężką haubicą armii niemieckiej. Każdy niemiecki korpus posiadał 16 tych haubic, zgrupowanych w dywizjonie artylerii ciężkiej.  W późniejszym okresie wojny stopniowo zastąpiona przez haubicę 15 cm sFH 13.
W 1914 haubice tego typu, według niemieckiej doktryny wojennej używane jako artyleria polowa na polu bitwy i kontrolowane przez dowódcę korpusu, dawały armii niemieckiej znaczącą przewagę pod względem skuteczności ognia artyleryjskiego.  Inne armie nie posiadały znaczącej ilości podobnych dział z porównywalną zdolnością do manewru, lecz raczej używały działa podobnego kalibru w roli stacjonarnej artylerii oblężniczej lub fortecznej.  Tak więc haubice 15 cm ze swoją stosunkowo dużą donośnością i stromym torem lotu pocisku mogły często strzelać z pozycji które były poza zasięgiem artylerii polowej wroga.  Co więcej, ciężkie pociski 15 cm były bardzo skuteczne i ostrzał nimi dawał duży efekt psychologiczny.
Wiosną 1919 Wojsko Polskie posiadało 4 haubice tego typu (wz. 1902), używane na froncie. Cztery haubice posiadała też w lipcu 1919 Armia Wielkopolska.